# Mensagem de erro
Uma mensagem de erro normalmente é exibida em computadores ou outros dispositivos quando algo inesperado ocorre e é necessária a intervenção do usuário. A mensagem de erro normalmente serve para indicar que uma operação falhou e dar avisos muito importantes para o usuário. São difundidas em toda a computação e são muito importantes na usabilidade e outras áreas da interação humano-computador.

## Mensagens de erro comuns

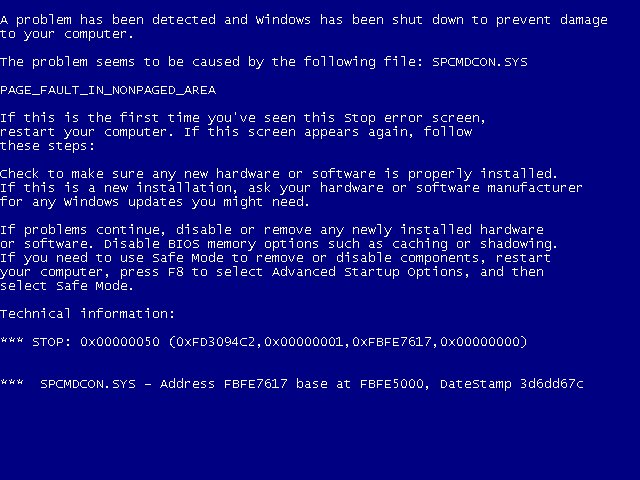
A popular mensagem de erro conhecida como Tela Azul da Morte, apresentada em todos os sistemas operacionais da Windows. Na imagem, a versão do Windows XP, Vista e 7.

- File not found - O arquivo procurado pode estar danificado, ter sido excluído, movido ou um bug pode ter causado o erro.
- The device is not ready - Normalmente ocorre quando o sistema tenta executar um disco que não está inserido na unidade.
- Access is denied - Ocorre se o usuário não tem privilégios suficientes sobre o arquivo ou se este estiver bloqueado.
- Out of memory - Ocorre quando o computador está tentando carregar um arquivo muito grande ou não tem espaço suficiente na memória RAM. A solução normalmente é fechar alguns programas abertos ou obter mais memória.
- Low Disk Space - Ocorre quando o disco rígido está cheio.
- [nome do programa] has encountered a problem and needs to close. We are sorry for the inconvenience. - Mensagem de erro do Windows XP. Aparece quando um programa causa uma falha de proteção geral ou falta de página.
- A popular Blue Screen of Death (Tela Azul da Morte).

## Outras mensagens de erro
- Abort, Retry, Fail? - Termo genérico para a mensagem de erro de todas as versões mais recentes do MS-DOS e outros sistemas operacionais compatíveis.
- Bad command or file name
- PC LOAD LETTER
- lp0 on fire
- Not a typewriter
- Error: The operation completed successfully